# آلیاکساندرا ساسونوویچ
 آلیاکساندرا ساسونوویچ (بلاروسی: Аляксандра Аляксандраўна Сасновіч؛ زادهٔ ۲۲ مارس ۱۹۹۴) یک تنیس‌باز اهل بلاروس است. 